# Zhao Wei
Zhao Wei (chiń. upr. 赵薇; chiń. trad. 趙薇; pinyin Zhào Wēi; ur. 12 marca 1976 w Wuhu w prowincji Anhui) – chińska aktorka i piosenkarka. Powszechnie jest znana jako Vicki Zhao.
Absolwentka Pekińskiej Akademii Filmowej. Zagrała główne role m.in. w filmach Zabójcze trio, Trzy królestwa oraz Mulan.
Zasiadała w jury konkursu głównego na 73. MFF w Wenecji (2016).

## Filmografia

### Filmy fabularne
- 1994 Hua hun (ang. A Soul Haunted by Painting)
- 1995 Nü er gu (ang. Behind the Wall of Shame) jako Xue Er
- 1996 Wschodni Pałac, Zachodni Pałac (Dong gong xi gong, ang. East Palace West Palace)
- 1999 Yuan, miao bu ke yan (ang. Deja Vu) jako Vicky
- 2000 Pojedynek mistrzów (Kuet chin chi gam ji din, ang. The Duel) jako księżniczka Pheonix
- 2001 Shaolin Soccer (Siu lam juk kau, ang. Shaolin Soccer) jako Mui
- 2002 Tian xia wu shuang (ang. Chinese Odyssey 2002) jako Phoenix
- 2002 Zabójcze trio (Chik yeung tin si, ang. So Close) jako Sue
- 2003 Pao zhi nu peng you (ang. My Dream Girl) jako Cheung Ling
- 2003 Zielona herbata (Lü cha, ang. Green Tea) jako Wu Fang/Langlang
- 2003 Wojownicy nieba i ziemi (Tian di ying xiong, ang. Warriors of Heaven and Earth) jako Wen Zhu
- 2003 Yu guanyin (ang. Goddess of Mercy) jako An Xin
- 2005 Qing ren jie (ang. A Time to Love) jako Qu Ran
- 2006 Mo shan jako narrator
- 2006 Yi ma de hou xian dai sheng huo (ang. The Postmodern Life of My Aunt) jako Liu Dafan
- 2007 Yoru no Shanhai (chin. Ye. Shanghai; ang. The Longest Night in Shanghai) jako Lin Xi
- 2007 Tian shi lü xing xiang (ang. Angel's Suitcase)
- 2008 Trzy królestwa (Chi bi, ang. Red Cliff) jako Sun Shangxiang
- 2008 Wa pei (ang. Painted Skin) jako Chen Peirong
- 2009 Trzy królestwa (Chi bi xia: Jue zhan tian xia, ang. Red Cliff II) jako Sun Shangxiang
- 2009 Jian guo da ye jako członkini LPKKCh
- 2009 Mulan (chin. Hua Mulan, ang. Mulan) jako Hua Mulan
- 2010 14 ostrzy (chin. Jin yi weiang, ang. 14 Blades) jako Qiao Hua
- 2012 Ai (ang. LOVE) jako Jin Xiao Ye
- 2012 Hua pi 2 (ang. Painted Skin: The Resurrection) jako Princess Jing
- 2014 Qin ai de (ang. Dearest) jako Li Hongqin
- 2015 Heng chong zhi zhuang hao lai wu (ang. Hollywood Adventure) jako Jodi
- 2015 Gang jiong (ang. Lost in Hong Kong) jako
- 2015 San ren xing (ang. Three) jako doktor

### Seriale telewizyjne
- 1996 Jie jie mei mei chuang bei jing (ang. Sisters Rush to Beijing) jako Bai Xiaoxue
- 1997 Da mo fang (ang. Big Magic Formula) jako Luo Man
- 1998 Huan zhu ge ge (ang. Princess Pearl I) jako Xiao Yan Zi
- 1999 Kangxi wei fu si fang ji jako Yue Qing’er
- 1999 Huan zhu ge ge 2 (ang. Princess Pearl II) jako Xiao Yan Zi
- 1999 Lao fang you xi (ang. Old House Has Joy) jako Ji Xiang
- 2000 Xia nü chuang tian guan (ang. Treasure Venture) jako Lu Jianping
- 2001 Qing shen shen yu meng meng (ang. Romance in the Rain) jako Lu Yiping
- 2005 Jing hua yan yun (ang. Moment in Peking) jako Yao Mulan
- 2006 Che Shen (ang. Fast Track Love) jako Chen Xiaoxiao
- 2007 Xie xie ni ceng jing ai guo wo (ang. Thanks for Having Loved Me) jako Tan Yuwei
- 2009 Yi ge nü ren de shi shi (ang. An Epic of a Woman) jako Tian Sufei
- 2015 Hu ma mao ba (ang. Tiger Mom) jako Bi Shengnan

## Dyskografia
- 1999 Swallow (小燕子)
- 1999 Magic of Love (爱情大魔咒)
- 2001 The Last Separation (最后一次分手)
- 2004 Piao (飄)
- 2005 Double (Double 双)
- 2007 Angel's Suitcase (天使旅行箱)
- 2009 We are All Great Director

## Nagrody
Festiwal Filmowy w Changchun
- 2010 – wygrana w kategorii najlepsza aktorka pierwszoplanowa za rolę w filmie Mulan
- 2006 – wygrana w kategorii najlepsza aktorka pierwszoplanowa za rolę w filmie A Time to Love

Hong Kong Film Awards
- 2015 – wygrana w kategorii najlepsza aktorka pierwszoplanowa za rolę w filmie Dearest

Hong Kong Film Critics Awards
- 2015 – wygrana w kategorii najlepsza aktorka pierwszoplanowa za rolę w filmie Dearest

Hundred Flowers Awards
- 2010 – wygrana w kategorii najlepsza aktorka pierwszoplanowa za rolę w filmie Mulan

Nagrody Golden Eagle
- 1999 – wygrana w kategorii najlepsza aktorka pierwszoplanowa za rolę w filmie My Fair Princess

Międzynarodowy Festiwal Filmowy w Szanghaju
- 2005 – wygrana w kategorii najlepsza aktorka pierwszoplanowa za rolę w filmie A Time to Love